# Ковтач сіроголовий
Ковтач сіроголовий (Prodotiscus zambesiae) — вид дятлоподібних птахів родини воскоїдових (Indicatoridae).

## Поширення
Вид поширений в Східній і Південній Африці від Ефіопії до Мозамбіку і на захід до Анголи.

## Опис
Дрібний птах, завдовжки 11-12 см. Голова, груди та черево сірі. Спина, крила і хвіст оливково-зелені.

## Спосіб життя
Птах полює на комах та п'є нектар. Гніздовий паразит. Відкладає яйця у гнізда окулярників і нектарок.